# یوری، پادشاه شیلا
پادشاه یوری (هانگول:유리왕) یا پادشاه نوریه (هانگول:노례왕)، (سلطنت؛ ۲۴ ~ ۵۷ میلادی)، سومین پادشاه شیلا یکی از سه پادشاهی کره بود. او پسر پادشاه نامهه و ملکه بانو اونجه و نوه پادشاه هیوک‌گوسه بود.

## نام
به عنوان یکی از نوادگان بنیانگذار شیلا، هیوک‌گوسه، نام خانوادگی او پارک بود.
عنوان او ایساگوم بود که به عنوان ایجیلگوم یا چیجیلگوم نیز ثبت شده است. این عنوان تغییری از گوسوگان (نخستین پادشاه هیوک‌کوسه) و چاچاوونگ (دومین پادشاه نامهه) است. تصور می‌شود که عنوان اصلی شیلا ایتگوم باشد. ایمگوم کلمه کره ای مدرن برای «پادشاه» است.

## پیش زمینه
یوری پسر دومین پادشاه شیلا، نامهه و ملکهٔ او بانو اونجه بود. مشخص نیست که نامهه چند خواهر و برادر داشت، اما او یک خواهر داشت. این خواهر شاهدخت آهیو، با مردی غیرشیلایی به نام سوک تالهه ازدواج کرده بود که از کشوری جزیره‌ای به نام تاپانا سرچشمه می‌گرفت. تالهه به یک مقام بسیار عالی تبدیل شد و به نظر می‌رسید نامهه او را به جای پسرش به عنوان جانشین ترجیح می‌دهد. این در بستر مرگ نامهه آشکار شد، اما تالهه اصرار داشت که به سلطنت رسیدن شاهزاده عادلانه خواهد بود و به یوری اجازه داد تا پادشاه بعدی شیلا شود.

## حکومت
با توجه به سامگوک ساگی، منبع اصلی رویدادهای این دوره، یوری با تبدیل شش قبیله به شش بخش اداری رسمی شیلا در سال ۳۲، حکومت متمرکز بر اشراف را متمرکز کرد. گفته می‌شود که او به هر یک از قبیله‌ها نام خانوادگی داده است: یه، چو، سون، جونگ، به و سول. همچنین گفته می‌شود که او ۱۷ سطح رده‌بندی بوروکراتیک ایجاد کرده است. با این حال، محققان مدرن تردید دارند که این اتفاقات در اوایل توسعه شیلا رخ داده باشد.
در سال ۳۷ میلادی، هنگامی که پادشاه تموشین به پادشاهی ناک‌رانگ حمله کرد و آن را نابود کرد، ۵٫۰۰۰ نفر از مردم کشور ناک‌رانگ تسلیم شدند. آنها به شش بخش شیلا تقسیم شدند. این زمانی بود که افسانه شاهدخت ناک‌رانگ رخ داد.
شیلا توسط فرمانداری لیوندانگ و سایر قبایل مورد حمله قرار گرفت، اما با مک گوک صلح کرد. سامگوک ساگی گزارش می‌دهد که شیلا در عصر یوری ایساگوم، ایزوگوک (چونگدو کنونی) را فتح کرد.
در زمان سلطنت یوری، مردم شیلا تعطیلاتی را در پانزدهمین روز از ماه هشتم جشن گرفتند که در آن دو تیم از زنان در یک مسابقه با هم رقابت می‌کردند. بازنده‌های مسابقه باید آهنگ‌پیون، کیک برنجی، گوشت، میوه‌ها و سایر غذاهایی را که همه در یک جشن به اشتراک گذاشته می‌شوند، آماده کنند. گفته می‌شود که این منشأ تعطیلات مدرن کره ای چوسوک بوده است.
همچنین در دوران سلطنت پادشاه یوری، کنفدراسیون گایا به عنوان یک قدرت نظامی در منطقه ظهور کرد. شیلا در آن زمان تحت رقابت دائمی با بکجه (یا شاید ماهان) بود، اما گایا در وسط حتی بیشتر یک تهدید مستقیم بود.

## جانشینی
یوری ایساگوم دو پسر داشت، اما سخنان لحظه مرگ او این بود که شوهر خواهرش، سوک تالهه، را جانشین خود برای تاج و تخت کند. پادشاه یوری در سال ۵۷ میلادی پس از ۳۴ سال سلطنت درگذشت.